# Блиодухо, Николай Фёдорович
Николай Фёдорович Блиодухо́ (бел. Мікалай Фёдаравіч Бліадухо; 10 [22] декабря 1878, Игумен, Минская губерния — 13 января 1935, Минск) — советский учёный-геолог, профессор (1926), академик Белорусской академии наук (1928), организатор геологической службы БССР, составивший Карту полезных ископаемых БССР (1933).

## Биография
Родился 10 декабря 1878 г. в небольшом городке Игумен (ныне г. Червень Минской области) в семье учителя.
Окончил Двинское реальное училище. Во время учёбы в Горном институте в Санкт-Петербурге (1896—1903) он проявил интерес к петрографии и минералогии рудных месторождений.
Был в экспедициях в Сибири и на Дальнем Востоке (1903—1907) под руководством Я. С. Эдельштейна. Изучал месторождения золота и серебра на р. Амур, а также Манчугайское месторождение угля.
Заведовал золотосплавной и аналитической лабораторией в Томске (1903—1911). Работал в Енисейском горном округе в Красноярске (1911—1917), руководил горно-поисковыми партиями на Алтае (1917—1922). При его участии в Сибири были открыты месторождения мрамора, доломита, пирита, бурого угля, цветных металлов.
В 1922 году возглавил горный отдел Управления Совета народного хозяйства Белорусской ССР.
С 1923 года преподавал в Белорусском государственном университете, заведовал кафедрой геологии. В 1926 году был утверждён в должности профессора. О большом значении, которое придавалось геологическим наукам в Белгосуниверситете, говорят учебные планы тех лет, где на каждом курсе естественно-исторического отделения педагогического факультета читались геологические дисциплины (кристаллография, минералогия, петрография, геология Беларуси). Курс минералогии преподавался также на медицинском факультете.
В горном отделе Н. Ф. Блиодухо осуществляет руководство геологическими исследованиями, организует полевые партии, составляет кадастр нерудных полезных ископаемых на территории Беларуси. Первая карта их распространения в республике масштаба 1 : 800 000 завершена в 1926 году. С учётом новых геологических данных карта нерудного минерального сырья была издана Белорусской академией наук (1933).
Для изучения природных ресурсов республики в 1926 г. по решению СНК БССР в составе Института белорусской культуры (Инбелкульт) учреждается Комиссия по изучению естественных производительных сил Белоруссии.
В 1927 году на базе этой комиссии и части научно-технических кадров геолого-почвоведческой подсекции Инбелкульта создаётся Институт геологии АН БССР (ныне Белорусский научно-исследовательский геологоразведочный институт). Николай Фёдорович становится первым директором института, совмещая одновременно руководство кафедрой геологии БГУ.
В 1928 году избран академиком Белорусской АН.

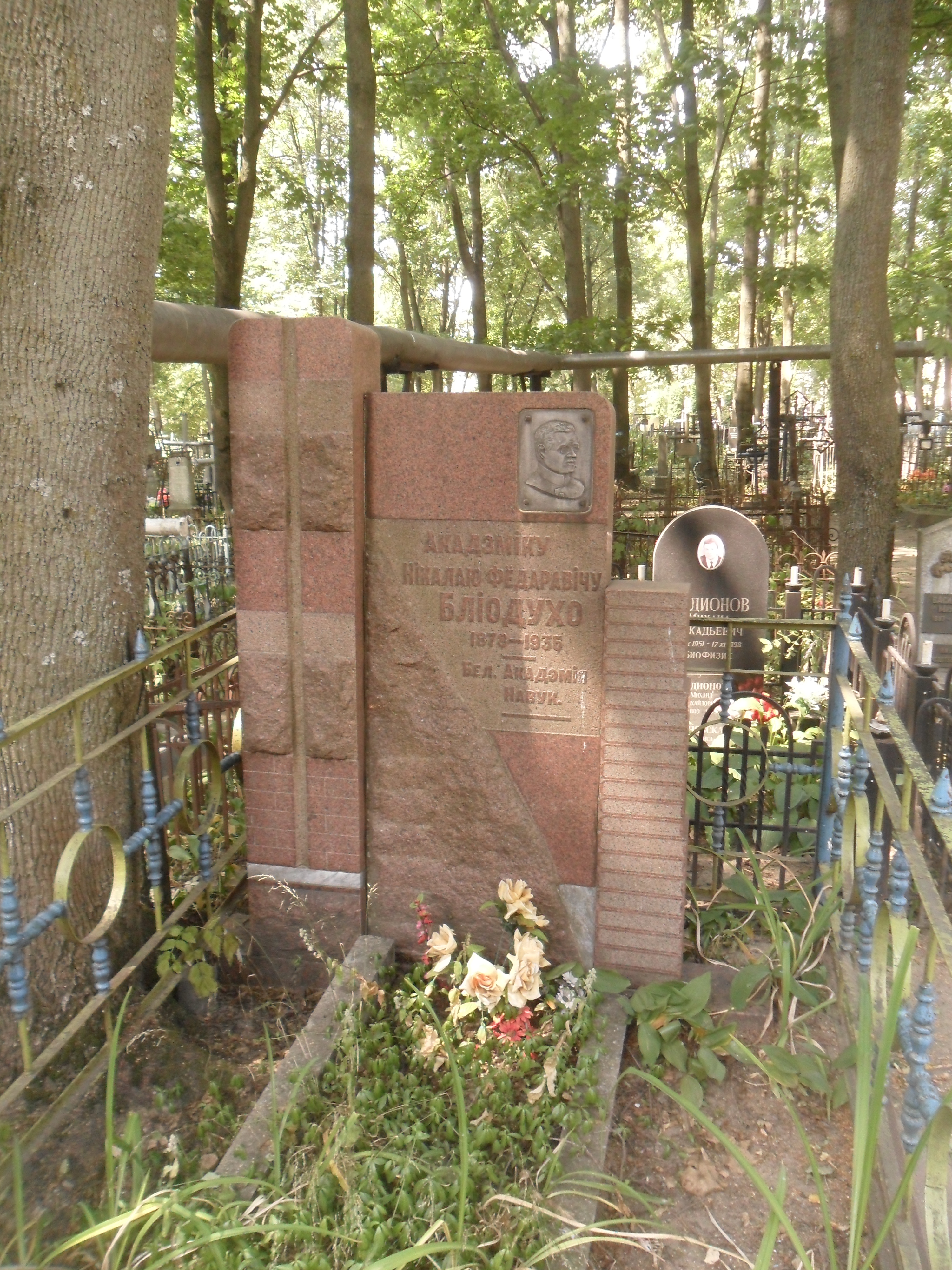
Могила на Военном кладбище Минска.

Скоропостижно скончался 13 января 1935 года. Похоронен на военном кладбище в Минске.

## Научная и педагогическая деятельность
Блиодухо придавал важное значение развитию исследований минеральных ресурсов на территории Беларуси. При его непосредственном участии были открыты новые залежи мергелей, мела, фосфоритов, доломитов, стекольных песков, торфа, сапропелей, строительных материалов. На основе этих исследований был построен Кричевский цементный завод. Особую известность приобрела пробурённая в 1928-1929 гг. по предложению Блиодухо скважина № 4 в центре Минска. Её глубина составляла 353,8 м, что позволило не только решить проблему водоснабжения города, но и узнать его геологическое строение, доказать наличие своих минеральных вод.
Для выполнения геологических работ на территории республики привлекал студенческую молодёжь.
Блиодухо была подарена университету богатейшая коллекция горных пород и минералов, собранных им в различных районах Советского Союза. Эта коллекция послужила основой для открытия в университете кабинета минералогии и кристаллографии, а впоследствии создания Музея землеведения географического факультета БГУ.
В своих работах Блиодухо указывал на трудность геологического изучения территории Беларуси в связи с редкой обнажённостью коренных (мезозойских и палеозойских, в основном девонских) отложений при мощном развитии пород четвертичного возраста. Он считал необходимым проведение в республике геофизических исследований и бурения глубоких скважин для познавания тектоники и выявления возможных полезных ископаемых, в том числе подземных вод как источников водоснабжения. Николай Фёдорович подчёркивал, что территория Беларуси неоднократно была ареной морских трансгрессий и наступления покровных оледенений. Он обратил внимание на важность изучения и картографирования четвертичных отложений с целью обнаружения различных видов минерального сырья. Характеризуя рельеф земной поверхности, он указывал на тесную связь его форм с геологическим строением. Николай Фёдорович первым дал классификацию рельефа Беларуси, основанную на генетических зарисовках долины р. Сож.
На геологической карте БССР масштаба 1 : 2 000 000 (1933), составленной Н. Ф. Блиодухо, отражены основные геологические формации, за исключением ошибочно выделенного коренного залегания пород кембрия и силура у д. Рованичи (позже бурением установлен крупный ледниковый отторженец). В районе Глушковичей (крайний юг республики) показаны выходы на земную поверхность гранитов. Высказанное Николаем Фёдоровичем мнение о том, что кристаллический фундамент Русской плиты разбит трещинами на отдельные блоки в дальнейшем было подтверждено детальными геофизическими исследованиями и глубоким бурением.
Выдвинутые Блиодухо научные идеи в области геологии Беларуси получили дальнейшее развитие в работах белорусских геологов, открывших во второй половине 20 столетия в республике залежи калийных и каменных солей, нефти, углей, сланцев, железных руд, давсонита, фосфоритов, редких и цветных металлов, строительных материалов, лечебных и питьевых подземных вод, промышленных рассолов и других полезных ископаемых.
Уделял много внимания подготовке геологических кадров в Белорусском государственном университете, где при его поддержке в 1934 г. был открывается геолого-почвенно-географический факультет. Он сформировал коллектив высококвалифицированных преподавателей из числа известных учёных геологов, таких как М. А. Громыко, А. М. Жирмунский, С. С. Маляревич, Н. С. Тараймович, М. М. Цапенко, Н. И. Зуев, В. Н. Шарай, М. Ф. Козлов и др.

## Публикации
Среди основных публикаций:
- Блиoдухо Н. Ф. О геологических исследованиях и разведках полезных ископаемых Белоруссии // Поверхность и недра. 1927. Т. 5. № 4. С. 33-55.
- Блиoдухо Н. Ф. Карта полезных ископаемых БССР масштаба 1: 800 000. Минск, 1933.
- Блиoдухо Н. Ф. Регистрационный перечень полезных ископаемых в БССР // Сборник трудов по геологии и полезным ископаемым БССР. Москва: Госгеолиздат, 1952. С. 101—248.